# Trimma meranyx
Trimma meranyx is een straalvinnige vissensoort uit de familie van grondels (Gobiidae). De wetenschappelijke naam van de soort is voor het eerst geldig gepubliceerd in 2014 door Winterbottom, Erdmann en Cahyani.